# TYW5
TYW5 (англ. TRNA-yW synthesizing protein 5) – білок, який кодується однойменним геном, розташованим у людей на 2-й хромосомі. Довжина поліпептидного ланцюга білка становить 315 амінокислот, а молекулярна маса — 36 548.
| 10         |  | 20         |  | 30         |  | 40         |  | 50         |
| ---------- |  | ---------- |  | ---------- |  | ---------- |  | ---------- |
| MAGQHLPVPR |  | LEGVSREQFM |  | QHLYPQRKPL |  | VLEGIDLGPC |  | TSKWTVDYLS |
| QVGGKKEVKI |  | HVAAVAQMDF |  | ISKNFVYRTL |  | PFDQLVQRAA |  | EEKHKEFFVS |
| EDEKYYLRSL |  | GEDPRKDVAD |  | IRKQFPLLKG |  | DIKFPEFFKE |  | EQFFSSVFRI |
| SSPGLQLWTH |  | YDVMDNLLIQ |  | VTGKKRVVLF |  | SPRDAQYLYL |  | KGTKSEVLNI |
| DNPDLAKYPL |  | FSKARRYECS |  | LEAGDVLFIP |  | ALWFHNVISE |  | EFGVGVNIFW |
| KHLPSECYDK |  | TDTYGNKDPT |  | AASRAAQILD |  | RALKTLAELP |  | EEYRDFYARR |
| MVLHIQDKAY |  | SKNSE      |  |            |  |            |  |            |

A: Аланін

C: Цистеїн

D: Аспарагінова кислота

E: Глутамінова кислота

F: Фенілаланін

G: Гліцин

H: Гістидин

I: Ізолейцин

K: Лізин

L: Лейцин

M: Метіонін

N: Аспарагін

P: Пролін

Q: Глутамін

R: Аргінін

S: Серин

T: Треонін

V: Валін

W: Триптофан

Кодований геном білок за функцією належить до оксидоредуктаз. 
Задіяний у таких біологічних процесах, як процесинг тРНК, альтернативний сплайсинг. 
Білок має сайт для зв'язування з іонами металів, іоном заліза. 